# Port Pisano
Port Pisano (Porto Pisano) – starożytny port Pizy, czasem określany jako Triturrita. Znajdował się na północ od miasta Livorno (niedaleko twierdzy Livorno) i rozciągał się na szerokim obszarze brzegu.